# Bheramara
Bheramara è un sottodistretto (upazila) del Bangladesh situato nel distretto di Kushtia, divisione di Khulna. Si estende su una superficie di 153,72 km² e conta una popolazione di 144.221 abitanti (dato censimento 1991).